# ソリューション .45
ソリューション .45(Solution .45)は、スウェーデンのメロディックデスメタルバンド。バンドを構成するメンバーが、各々有名なバンドで活動していたこともあり、デビュー時からかなり注目された。
音楽性としては、クリスチャン・アルヴェスタムが活動していたスカー・シンメトリーと同系統の浮遊感のあるメロディックデスメタルである。

## 略歴
2007年に、スカー・シンメトリー等で活動するクリスチャン・アルヴェスタム (Vo)と、ディヴァインファイア等で活動するヤニ・ステファノヴィック (G)による作曲プロジェクトとして結成。クリスチャン・アルヴェスタムとヤニ・ステファノヴィックは、ミザレーションというデスメタルプロジェクトもで活動を共にしている。当初は、単なるセッションプロジェクトであったが、2008年に、クリスチャン・アルヴェスタムがスカー・シンメトリーから脱退し、ヤニ・ステファノヴィックがディヴァインファイアを解散したことから、活動を本格化する。ディヴァインファイアは、その後活動を再開している。
活動本格化後、メンバーとして、ミッコ・ハルキン (Key)、トム・ガディーネル (G)、アンデシュ・エドルンド (B)、ロルフ・ピルヴ (Ds)が加入する。この4名は、ミザレーションやエッセンス・オブ・ソロウ、インキャパシティ等のバンドで、クリスチャン・アルヴェスタムやヤニ・ステファノヴィックと共に活動したことのあるミュージシャンである。2008年に、アンムーアドで、クリスチャン・アルヴェスタムと共に活動していたトーマス・プレック・ヨハンソンをプロデューサーに迎えて、デモを作成しリリースする。
このデモがきっかけで、ドイツのレコードレーベル、AFMレコードと契約する。2009年に、再びトーマス・プレック・ヨハンソンをプロデューサーに迎えて、1stアルバム『For Aeons Past』を作成し、2010年にリリースし、デビューした。日本では、アヴァロン・レーベルからのリリースされた。ミッコ・ハルキンは、メヒダでの活動を理由にレコーディング後に脱退しており、『For Aeons Past』では、ゲスト・ミュージシャンとしてクレジットされた。また、同アルバムでは、ダーク・トランキュリティのボーカリスト、ミカエル・スタンネに作詞を依頼し、彼自身もゲスト・ボーカルとして参加した。
更に、同年中には中心メンバーの1人であるヤニ・ステファノヴィックが脱退し、トーチベアラーでクリスチャン・アルヴェスタムと共に活動しているパトリック・ガードベリが加入した。パトリック・ガードベリは『For Aeons Past』にゲスト・ギタリストとして参加していた。2011年になって、ヤニ・ステファノヴィックが再加入し、トリプルギター編成で活動することとなった。
2012年12月、アンデシュ・エドルンドが脱退した。2014年に新アルバムの制作に入るが、7月頭にトム・ガディーネルの脱退が発表された。後任は発表されていないが、新アルバムの制作は予定通り行われると発表された。2015年11月に2ndアルバム『Nightmares in the Waking State - Part I』をリリース。2016年8月に3rdアルバム『Nightmares in the Waking State - Part II』をリリース。同年12月に、パトリック・ガードベリが脱退し、ロニー・ビョーンストローム (G)が加入した。
2017年12月、ストラトヴァリウスやウィンターサン（ライヴセッション）に参加するロルフの多忙などを理由に活動休止中であることが明らかにされた。その後、2019年11月のアルヴェスタムのFaceBookへの書き込みで、活動を再開し、アルバムの作成に着手していることが判明した。
2023年1月に新ラインナップが発表され、カードベリの復帰と長らく空席だったベーシストとしてヘンリク・リルイェサンド (B)の加入が発表された。併せて、ビョーンストロームはアルバムに参加することなくバンドを離れている。しかし、結局同年12月に活動継続を諦め解散した。このことは翌2024年5下旬に公式Facebookで明らかにされた。

## メンバー

### 解散時のメンバー
- クリスチャン・アルヴェスタム (Christian Älvestam) - ボーカル (2007 - 2023)

スカー・シンメトリー、ソーラー・ドーン、サイコナート、エンジェル・ブレイク、インキャパシティ、トーチベアラー、クエスト・オヴ・エイダンス、アンムーアド、ミザレーション、ザ・フュー・アゲインスト・メニーでも活動。
- ヤニ・ステファノヴィック (Jani Stefanović) - ギター (2007 - 2010, 2011 - 2023)

ベーシスト不在期のアルバムでは、ベースも兼任していた。
ルナセント、シンズ・オブ・オミッション、アム・アイ・ブラッド、クリムゾン・ムーンライト、ミザレーション、ディヴァインファイア、エッセンス・オブ・ソロウ、メヒダ、ザ・フュー・アゲインスト・メニーでも活動。
- パトリック・ガードベリ (Patrik Gardberg) - ギター (2010 - 2016, 2023)

トーチベアラー、ザ・フュー・アゲインスト・メニー、ミーン・ストリークでも活動中。1stアルバム『For Aeons Past』では、ゲスト・ギタリストとして参加していた。
- ヘンリク・リルイェサンド (Henric Liljesand) - ベース (2023)

ジ・アンガイデッド、ナイトレイジ、ナイト・クラウンド、デッド・バイ・エイプリル、サイファー・システムなどでも活動。
- ロルフ・ピルヴ (Rolf "Stuka" Pilve) - ドラム (2008 - 2023)

ミザレーション、ドリームテイル、サイトレス、エッセンス・オブ・ソロウ、ストラトヴァリウス、ザ・ダーク・エレメント、ザ・ハイポセシス、ビヨンド・ザ・ドリーム、フル・スケール・コンフリクト、アモス、メギドン、ランダム・アイズ、リヴァージョン、コード・フォア・サイレンス、ステータス・マイナーでも活動。

### 元メンバー
- トム・ガディーネル (Tom Gardiner) - ギター (2008 - 2014)

モルス・プリンシピアム・エスト、カトラ、ヘイトフォーム、エッセンス・オブ・ソロウでも活動。
- ロニー・ビョーンストローム (Ronnie Björnström) - ギター (2016 - 2023)

イーオン、リブスプレッダー、ゾーズ、フー・ブリング・ザ・トーチャー、エンブレイシング、デファイアトリー、テーディート、ボーン・グナワー、ミノター・ヘッド等で活動。他バンドではドラマーとしての活動実績もある。
- アンデシュ・エドルンド (Anders Edlund) - ベース (2008 - 2012)

インキャパシティ、ソーラー・ドーンでも活動していた。エンジェル・ブレイク、ザ・フュー・アゲインスト・メニーでも活動中。
- ミッコ・ハルキン (Mikko Härkin) - キーボード (2008 - 2010)

ソナタ・アークティカ、コティペルト、ケンツィナー、エッセンス・オブ・ソロウ、メヒダ、ケインズ・オファリングでも活動。

## ディスコグラフィ
- 2010年 フォー・イーオンズ・パスト (For Aeons Past)
- 2015年 Nightmares in the Waking State - Part I
- 2016年 Nightmares in the Waking State - Part II

### デモ
- 2008年 Demo
- 2008年 Demo Teaser
- 2009年 Clandestinity Now